# Anthony Turgis
Anthony Turgis (Bourg-la-Reine, Altos del Sena, 16 de mayo de 1994) es un ciclista profesional francés que desde 2019 corre para el equipo Team TotalEnergies. Sus hermanos Jimmy y Tanguy también fueron ciclistas profesionales.

## Palmarés
2014
- Lieja-Bastoña-Lieja sub-23

2015
- Boucles de la Mayenne, más 1 etapa
- 3.º en el Campeonato Mundial en Ruta sub-23

2016
- Clásica de Loire-Atlantique
- 1 etapa del Tour de Luxemburgo

2018
- 2.º en el Campeonato de Francia en Ruta

2019
- Gran Premio Ciclista la Marsellesa
- París-Chauny

2022
- 2.º en el Campeonato de Francia en Ruta

2024
- 1 etapa del Tour de Francia

## Resultados

### Grandes Vueltas
Durante su carrera deportiva ha conseguido los siguientes puestos en las Grandes Vueltas. 
| Carrera | Carrera         | 2015 | 2016 | 2017  | 2018  | 2019  | 2020  | 2021 | 2022  | 2023 | 2024  | 2025  |
| ------- | --------------- | ---- | ---- | ----- | ----- | ----- | ----- | ---- | ----- | ---- | ----- | ----- |
|         | Giro de Italia  | —    | —    | —     | —     | —     | —     | —    | —     | —    | —     | —     |
|         | Tour de Francia | —    | —    | —     | 116.º | 131.º | 108.º | 73.º | 128.º | 94.º | 106.º | 106.º |
|         | Vuelta a España | —    | —    | 117.º | —     | —     | —     | —    | —     | —    | —     | —     |

—: no participa

Ab.: abandono

### Clásicas y Campeonatos
| Carrera                 | Carrera                 | 2015 | 2016  | 2017  | 2018 | 2019 | 2020  | 2021 | 2022 | 2023  | 2024 |
| ----------------------- | ----------------------- | ---- | ----- | ----- | ---- | ---- | ----- | ---- | ---- | ----- | ---- |
| Omloop Het Nieuwsblad   | Omloop Het Nieuwsblad   | Ab.  | —     | Ab.   | 34.º | 65.º | 25.º  | 15.º | 32.º | 96.º  | —    |
| Kuurne-Bruselas-Kuurne  | Kuurne-Bruselas-Kuurne  | —    | —     | —     | Ab.  | Ab.  | 13.º  | 2.º  | Ab.  | 95.º  | 32.º |
|                         | Milán-San Remo          | —    | —     | —     | Ab.  | 41.º | 29.º  | 10.º | 2.º  | 9.º   | —    |
| E3 Saxo Classic         | E3 Saxo Classic         | —    | —     | —     | —    | Ab.  | X     | 12.º | 13.º | Ab.   | —    |
| A Través de Flandes     | A Través de Flandes     | —    | —     | —     | —    | 2.º  | X     | 8.º  | 72.º | 138.º | Ab.  |
| Gante-Wevelgem          | Gante-Wevelgem          | —    | —     | —     | —    | 14.º | 29.º  | 9.º  | 26.º | 32.º  | 37.º |
|                         | Tour de Flandes         | —    | —     | —     | —    | 97.º | 4.º   | 8.º  | Ab.  | 17.º  | —    |
| Scheldeprijs            | Scheldeprijs            | —    | —     | —     | —    | —    | 110.º | —    | —    | —     | 80.º |
|                         | París-Roubaix           | —    | —     | —     | —    | 18.º | X     | 13.º | Ab.  | 74.º  | 54.º |
| Flecha Brabanzona       | Flecha Brabanzona       | —    | —     | —     | —    | —    | 8.º   | Ab.  | —    | —     | 16.º |
| Amstel Gold Race        | Amstel Gold Race        | —    | —     | —     | —    | —    | X     | —    | Ab.  | —     | —    |
| Flecha Valona           | Flecha Valona           | —    | 108.º | —     | —    | —    | —     | —    | —    | —     | —    |
|                         | Lieja-Bastoña-Lieja     | Ab.  | 127.º | —     | —    | —    | —     | —    | —    | —     | —    |
| Clásica San Sebastián   | Clásica San Sebastián   | —    | Ab.   | —     | —    | —    | X     | —    | —    | —     |      |
| Cyclassics Hamburg      | Cyclassics Hamburg      | —    | 30.º  | —     | —    | —    | X     | X    | —    | 93.º  |      |
| Bretagne Classic        | Bretagne Classic        | Ab.  | 21.º  | —     | Ab.  | —    | —     | 51.º | —    | 62.º  |      |
| Gran Premio de Quebec   | Gran Premio de Quebec   | —    | —     | —     | —    | —    | X     | X    | 36.º | —     |      |
| Gran Premio de Montreal | Gran Premio de Montreal | —    | —     | —     | —    | —    | X     | X    | Ab.  | —     |      |
|                         | Giro de Lombardía       | —    | Ab.   | —     | —    | —    | —     | —    | —    | —     |      |
| París-Tours             | París-Tours             | Ab.  | 156.º | 120.º | 74.º | 29.º | —     | 16.º | Ab.  | 13.º  |      |
| Mundial en Ruta         | Mundial en Ruta         | —    | —     | —     | —    | —    | —     | Ab.  | —    | —     |      |
| Europeo en Ruta         | Europeo en Ruta         | X    | —     | —     | Ab.  | —    | —     | —    | —    | 29.º  |      |
| Francia en Ruta         | Francia en Ruta         | 32.º | 39.º  | 47.º  | 2.º  | 10.º | —     | 19.º | 2.º  | Ab.   | 4.º  |
| Francia Contrarreloj    | Francia Contrarreloj    | —    | —     | 20.º  | 28.º | 16.º | —     | —    | —    | —     | —    |

—: No participa 

Ab.: Abandona 

X: No se disputó